# Казанский научный центр РАН
Федеральный исследовательский центр Казанского научного центра РАН (ФИЦ КазНЦ РАН) — региональный научный центр Российской академии наук в г. Казани.
В его составе работают около 1000 человек, в том числе 3 академика, 6 членов-корреспондентов, 91 доктор и 290 кандидатов наук.

## История
Казанский научный центр РАН был учреждён 13 апреля 1945 года как филиал Академии Наук СССР. 28 августа 1945 года Президиум Академии наук СССР утвердил структуру филиала, в состав которого вошли 5 институтов. Организатор и первый председатель Президиума Казанского филиала АН СССР (1945—1963) — академик А. Е. Арбузов

## Институты
В состав ФИЦ КазНЦ РАН входят следующие академические институты:
- Институт органической и физической химии им. А. Е. Арбузова КазНЦ РАН

Крупнейший физико-химический и химико-биологический исследовательский центр РАН в Поволжье. Основными направлениями деятельности являются химия фосфора, гетеро- и макроциклических соединений, углеродных и элементоорганических нанокластеров; создание биологически активных препаратов; химия и геохимия нефти; стереохимия и кристаллохимия молекулярных, супрамолекулярных и наноразмерных систем; диагностика функциональных материалов. В ИОФХ создан первый в России региональный центр государственного контроля качества лекарственных средств. Институт активно участвует в выборе кандидатов на получение Международной Арбузовской премии в области фосфорорганической химии. При институте действует мемориальный Дом-музей академиков А. Е. и Б. А. Арбузовых.
- Казанский физико-технический институт имени Е. К. Завойского КазНЦ РАН

Основными направлениями деятельности являются разработка и использование: методов магнитного резонанса для исследования и неразрушающего контроля конденсированных сред, в том числе сверхпроводников и жидких кристаллов; новых магниторезонансных, оптических и акустических методов для исследования быстропротекающих процессов; физических и физико-химических основ микроэлектроники, диагностика поверхности твердых тел; медицинских приборов нового поколения.
- Казанский институт биохимии и биофизики

В институте изучаются сигнальные системы клеток растений и их роль в адаптации и иммунитете; механизмы роста и дифференцировки растительных клеток; структура, динамика и функции ферментов; межклеточные взаимодействия и молекулярные механизмы нейромедиации и хеморецепции; механизмы транспортных процессов в животных и растительных клетках.
- Институт механики и машиностроения

Основные направлениями исследований являются нелинейная механика тонкостенных конструкций, гидроаэроупругих и волновых систем; динамика многофазных многокомпонентных сред в пористых структурах и технологических установках; нелинейная теория устойчивости систем управления с изменяющейся структурой.
- Исследовательский центр проблем энергетики (Академэнерго)

Основными направлениями деятельности являются фундаментальные исследования в области гидродинамики, тепломассообмена, термодинамики в энергетике и промышленности; разработка ресурсо- и энергосберегающих технологий и устройств; исследования в области производства энергии из органического сырья и защиты окружающей среды; комплексные исследования стратегии развития и планирования энергетических комплексов и топливно-энергетических балансов регионов, крупных территориально-экономических образований и энергетических секторов отраслей народного хозяйства Российской Федерации, разработка программного обеспечения и баз данных; физико-технические основы создания энергоэффективных и экологически чистых технологий и средств добычи и использования углеводородов; разработка объединенных физико-механических моделей состояния и развития повреждений на различных масштабных уровнях в вязко-упруго-пластичных средах.

## Санкции
20 июля 2023 года, на фоне вторжения России на Украину, центр попал в блокирующий санкционный список США против предприятий, поддерживающих российский оборонный сектор.